# Козаев, Анджука
Анджука́ Коза́ев (калм. Анҗука Козан, 1890 г., Кетченеровский аймак, Кетченеровского улуса (ныне Кетченеры, Кетченеровский район, Калмыкия), Астраханская губерния, Российская империя — 1944 г., Сибирь, точное место неизвестно) — калмыцкий рапсод, сказитель калмыцкого эпоса «Джангар», джангарчи, член Союза писателей СССР.

## Биография
Своё мастерство джангарчи Анджука Козаев получил от своего деда. К одиннадцати годам он уже усвоил цикл песен эпоса «Джангара». В 1940 году Анджука Козаев принял участие в конкурсе исполнителей джангарчи.
В 1939 году Анджука Козаев за заслуги в сохранении калмыцкого эпоса и создание оригинальных народных произведений был принят в члены Союза писателей СССР.
В 1943 году вместе со всем калмыцким народом был выслан в Сибирь, где скончался в 1944 году. Точное место смерти неизвестно.

## Творчество
Анджука Козаев принадлежал к канонической школе джангарчи, которая не изменяла сюжеты песен.
В 1939 году калмыцкий писатель М. Тюлюмджиев записал фольклорный материал, сложенный Анджукой Козаевым. В этом же году была записана песня «О подвигах Улан-Шовшура», объёмом 2312 стихотворных строф.
В 1940 году в седьмом номере журнала «Улан туг» была опубликована записанная из уст Анджуки Козаева песня «О свирепом Шара-Гюргю».

## Источник
- Н. Ц. Биткеев. Джангарчи. — Элиста, 2001. — стр. 130—140
- Сангаджиева Н. Джангарчи. — Элиста: Калмыцкое книжное издательство, 1990. — стр. 59—62. — ISBN 5-7539-0158-1